# Liste de points extrêmes de l'Indonésie
Voici une liste de points extrêmes de l’Indonésie.

## Latitude et longitude
| Weh Rote Mirah Frontière avec la · Papouasie-Nouvelle-Guinée |

En Asie du Sud-Est:
- Nord : île de Weh, Aceh (5° 54′ N, 95° 13′ E)
- Sud : îlot au Sud de l'île de Roti, petites îles de la Sonde orientales (10° 59′ S, 122° 53′ E)
- Ouest : îlot de Mirah, Aceh (5° 45′ N, 95° 00′ E)

En Océanie:
- Est : frontière entre la province indonésienne de Papouasie occidentale et la Papouasie-Nouvelle-Guinée (le long du méridien de 141° E sur l'île de Nouvelle-Guinée)

## Altitude
- Maximale : Puncak Jaya, Papouasie, 4 884 m 4° 05′ N, 137° 11′ E)
- Minimale : niveau de la mer, 0 m